# Témenos

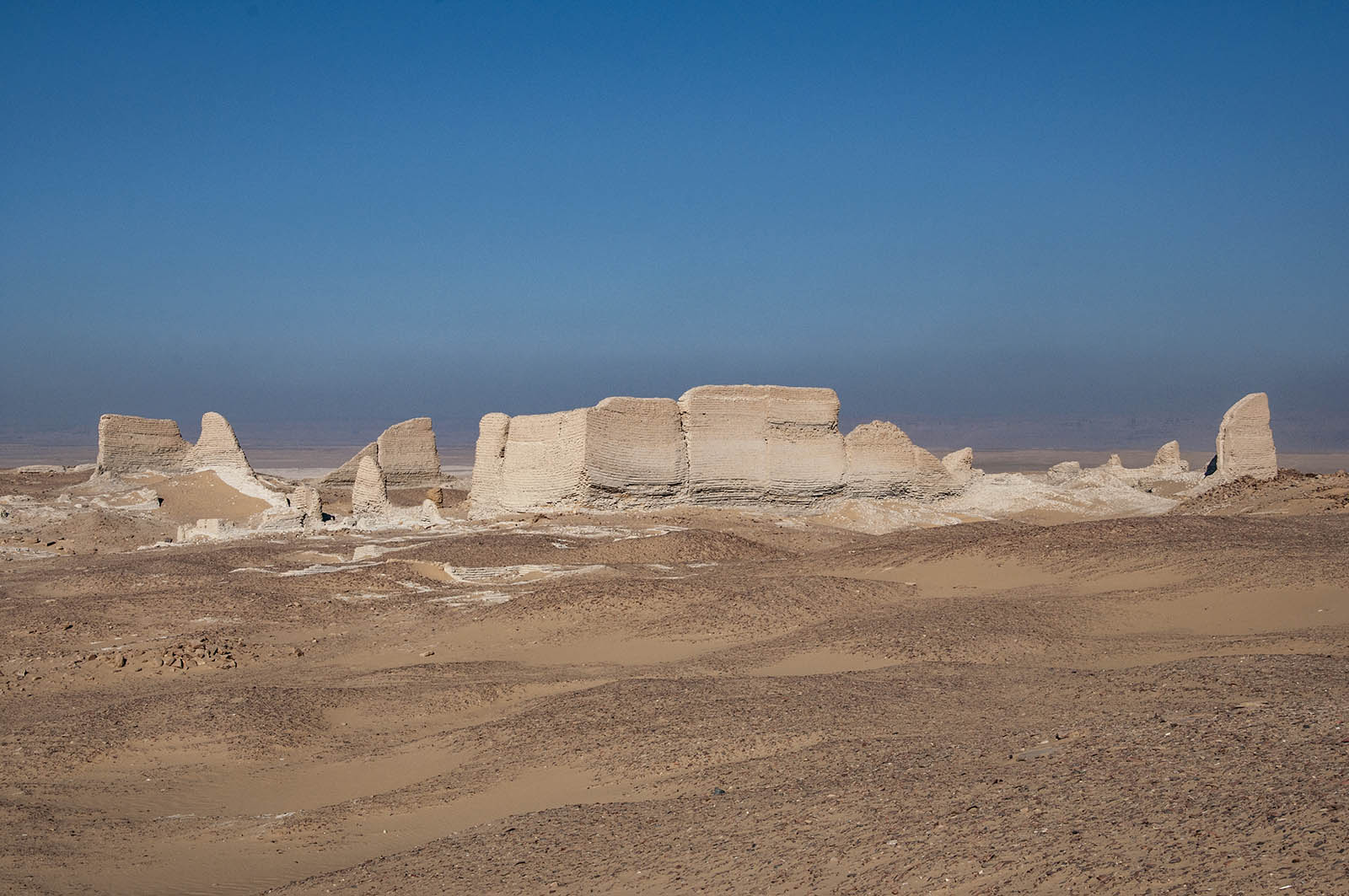
Los muros de témenos del sureste de Soknopaiou Nesos.

En la Antigua Grecia, un témenos (en griego τέμενος, ‘recinto’) era un terreno delimitado y consagrado a un dios, excluido de usos seculares. 

## Historia
Muchos santuarios pequeños consistían sencillamente en un témenos con un altar y sin templo. Casi siempre había que someterse a una purificación antes de poder penetrar en él. Por ejemplo, las legiones romanas no podían entrar en Roma sin antes haberse purificado de la sangre derramada. El témenos estaba compuesto por varias partes como los propileos, el altar, templo, tesoros, estoas, etc.
Anterior en el tiempo es el concepto de témenos como la porción de tierra asignada a un dominio oficial, especialmente de un rey (basileos) y jefe (anax), o un trozo de tierra de uso común dedicada a un dios, un santuario, una arboleda sagrada o un recinto sagrado: las carreras de los Juegos Píticos se llamaban témenos, el sagrado valle del Nilo es la Νείλοιο πῖον τέμενος Κρονίδα, la Acrópolis de Atenas es el ἱερὸν τέμενος (de Atenea). Esta palabra deriva del verbo griego τέμνω  (temnō), "cortar"; en plural: τεμένη, temene. El primer testimonio registrado es en griego micénico te-me-no, escrito en Lineal B.
El concepto de témenos surgió en las culturas clásicas mediterráneas como un espacio reservado para la adoración de los dioses. Algunos autores lo han utilizado aplicado a un bosque sagrado, aislado del espacio de la vida cotidiana, mientras que otros lo aplican a zonas de santuarios urbanos.
Carl Gustav Jung relaciona el témenos con el fascinante círculo mágico, que actúa como un «espacio cuadrado» o «lugar seguro», donde se puede «trabajar» mentalmente.